# Milton (Nowa Zelandia)
Milton – miasto w Nowej Zelandii. Położone w południowo-wschodniej części Wyspy Południowej, w regionie Otago, 1831 mieszkańców. (dane szacunkowe – styczeń 2010).